# La Gazette Cournot

La Gazette Cournot  (ISSN 1760-6462) est une publication française bimestrielle publiée sur le web et en format papier. Parue pour la première fois en janvier 2004, elle couvre l'actualité économique, la gestion, les sciences sociales et les relations internationales. Elle propose tous les mois une thématique à laquelle un réseau de correspondants internationaux et un groupe de contributeurs locaux sont conviés à réfléchir. Publiée par l'Association des Amis de la Gazette Cournot Éditeur, son nom vient d'Augustin Cournot : universitaire, philosophe, mathématicien et économiste. Depuis novembre 2008, elle est publiée sous un format enrichi. En 2011, la Gazette Cournot a recentré sa ligne éditoriale autour de problématiques davantage liées aux études doctorales.  

## Description
La Gazette Cournot est une publication d’information et d’opinion. Les textes publiés ne sont pas signés en général. Néanmoins, dans certains cas on y mentionne le nom de collaborateurs externes, ainsi Frédéric Lordon a accordé un entretien sur la crise financière à la Gazette, dans le numéro 40. D'autres personnalités comme Catherine Trautmann, Michael Haneke et Frieder Meyer-Krahmer ont également fourni matière à articles. 
À sa création, la Gazette Cournot était le journal de l’École Doctorale Augustin Cournot (Université de Strasbourg). Même si la Gazette Cournot reste officiellement affiliée à l'Université de Strasbourg - via son école doctorale -, celle-ci ne donne aucune approbation ou improbation aux opinions émises dans les colonnes de la Gazette. Ces opinions sont propres à leurs auteurs. En 2011, la nouvelle équipe éditoriale de la gazette a recentré le contenu vers des problématiques plus proches des études doctorales, renouant ainsi avec l'esprit de départ de la Gazette, qui était initialement une publication alimentée par et destinée aux doctorants. 

## Une revue ouverte aux contributions
L'équipe de la Gazette propose tous les mois une thématique différente. Toutes les contributions sont étudiées lors des rencontres éditoriales. Il est possible de se renseigner sur les thèmes du mois et d'envoyer des articles à l'adresse suivante La Page de la Gazette. Par ailleurs, les profils des membres de l'équipe de la Gazette, ainsi que tous les anciens numéros jusqu'à celui en cours sont en ligne sur le site de la Gazette. 

## Historique
La Page de Cournot était le premier nom de la Gazette. Elle fut lancée en 2004 par Christophe Godlewski et Thierry Burger-Helmchen qui furent éditeurs des numéros 0 à 10 inclus. L'idée de la page était d'avoir dans un document court, la liste des dernières publications de l'ensemble des chercheurs des laboratoires de l'École Doctorale Augustin-Cournot, pour favoriser une synergie entre les laboratoires. 
Les éditeurs furent ensuite:
- Rachel Levy et Claude Guittard (n°:11-21)
- Guillaume Horny et Claude Guittard (n°:22-29); la gazette modifia son nom pour instituer le changement : La Gazette de Cournot.
- René Carraz, Benoît Chalvignac et Nathalie Van Hee (n°:30-37); cet opus se nomma La Gazette d'Augustin
- Francis Gosselin - Rédacteur en Chef -, René Carraz - Directeur éditorial-, Jean-Philippe Atzenhoffer - Directeur adjoint et webmestre-, Adeline Welter - Étalonnage grammatical - (n°:38-54); dernière modification du titre de la Gazette, création de l’Association des Amis de la Gazette Cournot Éditeur, et dépôt du nom à la BNF:   (ISSN 1760-6462)
- Francis Gosselin - Rédacteur en chef et directeur intérimaire -, Jean-Philippe Atzenhoffer - Directeur adjoint et webmestre -, Adeline Welter - Secrétaire de rédaction -, Mickael Benaim - Chargé d'affaires, relations publiques - (n°:55-58) -, René Carraz - Envoyé spécial - (n°:55-58)
- Lionel Rischmann - Rédacteur en chef - (no 59...), Thierry Betti - Rédacteur en chef adjoint - (no 59...), Frédéric Olland - Rédacteur et graphiste (no 59...)